# Peter Riemer
Peter Riemer (* 20. März 1955 in Rheydt, heute zu Mönchengladbach) ist ein deutscher Klassischer Philologe.

## Leben
Riemer absolvierte zuerst eine kaufmännische Lehre und erlangte die Hochschulreife auf dem zweiten Bildungsweg. Neben dem Studium und der Promotion arbeitete er als Lehrer an einer freien Waldorfschule sowie als Latein- und Griechischlehrer an der VHS Düsseldorf. Von 1979 bis 1984 studierte er Griechisch, Latein und Philosophie an der Universität zu Köln. 1988 wurde er mit einer Arbeit zur Euripides-Tragödie Alkestis zum Dr. phil. promoviert. 1993 habilitierte er sich in Köln mit einer Arbeit zur römischen Komödie (Plautus). Im Jahr 1993/1994 vertrat er den Lehrstuhl für Gräzistik an der Universität Rostock.
1995 ging Riemer als Professor für Klassische Philologie an die Universität Potsdam. Von 1998 bis 2000 war er dort Dekan der Philosophischen Fakultät I. Im April 2000 wählte ihn die Akademie gemeinnütziger Wissenschaften zu Erfurt zum Mitglied. Zum 1. August 2000 wechselte Riemer an die Universität des Saarlandes, wo er bis 2021 in Lehre und Forschung tätig war. Von 2002 bis 2010 war er dort Studiendekan und von 2010 bis 2014 Dekan der Philosophischen Fakultät I. Von 2014 bis 2018 war er schließlich noch Prodekan der Philosophischen Fakultät. Von 2011 bis 2013 war er Erster Vorsitzender des Deutschen Altphilologenverbandes im Saarland. Von 2012 bis 2017 war er der 1. Vorsitzende des Studentenwerks im Saarland. Zusammen mit Norbert Gutenberg, Maximilian Herberger und Stephan Weth gründete er 2011 an der Universität des Saarlandes das Europäische Institut für Rhetorik. Seit April 2021 ist er im Ruhestand, aber noch als Seniorprofessor bis März 2023 mit der Leitung des Weiterbildungsstudiengangs Sprechwissenschaft und Sprecherziehung beauftragt.
Riemers Forschungsschwerpunkte sind das antike Drama und Epos, die Rhetorik und die lateinische Literatur der Renaissance. Er beschäftigt sich insbesondere mit der griechischen Tragödie und römischen Komödie, mit Vergils epischer Dichtung und den Schriften der italienischen Humanisten.

## Schriften (Auswahl)
- Die Alkestis der Euripides. Untersuchungen zur tragischen Form. Frankfurt am Main 1989 (Beiträge zur Klassischen Philologie 195; Dissertation, Universität Köln)
- Sophokles, Antigone. Götterwille und menschliche Freiheit. Stuttgart 1991
- mit Ute Ecker und Clemens Zintzen: Coluccio Salutati: Index. Tübingen 1992 (Indices zur lateinischen Literatur der Renaissance 1)
- mit Ute Ecker, Dorothee Gall und Clemens Zintzen: Cristoforo Landino: Index. Hildesheim 1998 (Indices zur lateinischen Literatur der Renaissance 2)
- Das Spiel im Spiel. Studien zum plautinischen Agon in „Trinummus“ und „Rudens“. Stuttgart/Leipzig 1996 (Beiträge zur Altertumskunde 75; Habilitationsschrift, Universität Köln)
- mit Christoph Kugelmeier und Clemens Zintzen: Marsilio Ficino: Index rerum. Hildesheim 2014 (Indices zur lateinischen Literatur der Renaissance 3,2)
- mit Clemens Zintzen (Hrsg.): Marsilio Ficino, In Plotinum - Plotinkommentar. 3 Bände, Georg Olms, Hildesheim 2020 (kritische Edition mit deutscher Übersetzung)

Herausgeberschaft
- mit Bernhard Zimmermann: Der Chor im antiken und modernen Drama. Stuttgart/Weimar 1998
- mit Michael Weißenberger und Bernhard Zimmermann: Einführung in das Studium der Latinistik. München 1998. 3., überarbeitete und aktualisierte Auflage 2013, ISBN 978-3-406-65950-8.
- mit Michael Weißenberger und Bernhard Zimmermann: Einführung in das Studium der Gräzistik. München 2000. 2. Auflage 2017, ISBN 978-3-406-69953-5.